# Essigsäurehex-2-enylester
Essigsäurehex-2-enylester, auch 2-Hexenylacetat, ist eine chemische Verbindung aus der Gruppe der ungesättigten Carbonsäureester, die strukturell 3-Hexen-1-yl-acetat ähnelt.

## Isomere
Essigsäurehex-2-enylester kommt in zwei isomeren Formen vor.
| Isomere von Essigsäurehex-2-enylester |                                                    |                                                  |
| Name                                  | trans-Essigsäurehex-2-enylester                    | cis-Essigsäurehex-2-enylester                    |
| Andere Namen                          | trans-2-Hexenylacetat                              | cis-2-Hexenylacetat                              |
| Strukturformel                        | Strukturformel von trans-Essigsäurehex-2-enylester | Strukturformel von cis-Essigsäurehex-2-enylester |
| CAS-Nummer                            | 2497-18-9                                          | 56922-75-9                                       |
| CAS-Nummer                            | 10094-40-3 (unspez.)                               |                                                  |
| EG-Nummer                             | 219-680-7                                          | 260-440-6                                        |
| EG-Nummer                             | 233-223-9 (unspez.)                                |                                                  |
| ECHA-Infocard                         | 100.017.892                                        | 100.054.928                                      |
| ECHA-Infocard                         | 100.030.190 (unspez.)                              |                                                  |
| PubChem                               | 2733294                                            | 5363374                                          |
| PubChem                               | 17243 (unspez.)                                    |                                                  |
| FL-Nummer                             | 09.394                                             | -                                                |
| Wikidata                              | Q209406                                            | Q27286735                                        |
| Wikidata                              | Q70733114 (unspez.)                                |                                                  |

## Vorkommen
trans-Essigsäurehex-2-enylester kommt natürlich in Äpfeln, Bananen, Schwarzen Johannisbeeren, Mangos, Pfirsichen, Birnen, Erdbeeren und Tee sowie in einigen ätherischen Ölen, wie Pfefferminzöl vor.

## Eigenschaften
Das trans-Isomer ist eine farblose Flüssigkeit mit fruchtigem Geruch, die unlöslich in Wasser ist.

## Verwendung
trans-Essigsäurehex-2-enylester wird als künstlicher Fruchtgeschmack verwendet.